# BYD e2
Der BYD e2 ist ein batterieelektrisch angetriebener Kompaktwagen des chinesischen Automobilherstellers BYD Auto.

## Geschichte
Vorgestellt wurde der Wagen im April 2019 im Rahmen der Shanghai Auto Show. In China kam er im September 2019 in den Handel. Eine überarbeitete Version wurde im Januar 2023 präsentiert und kam im April 2023 in China auf den Markt.

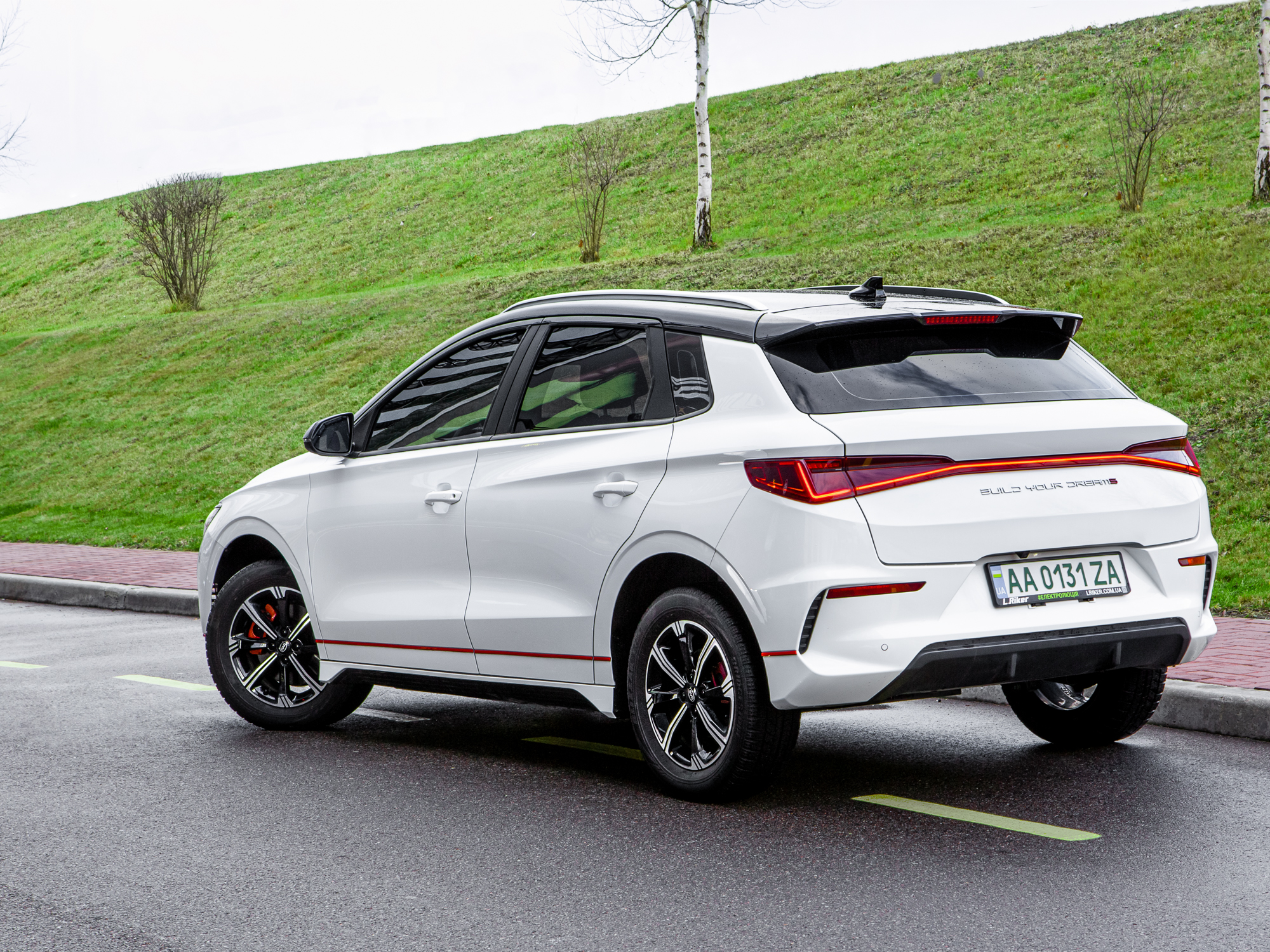
Heckansicht
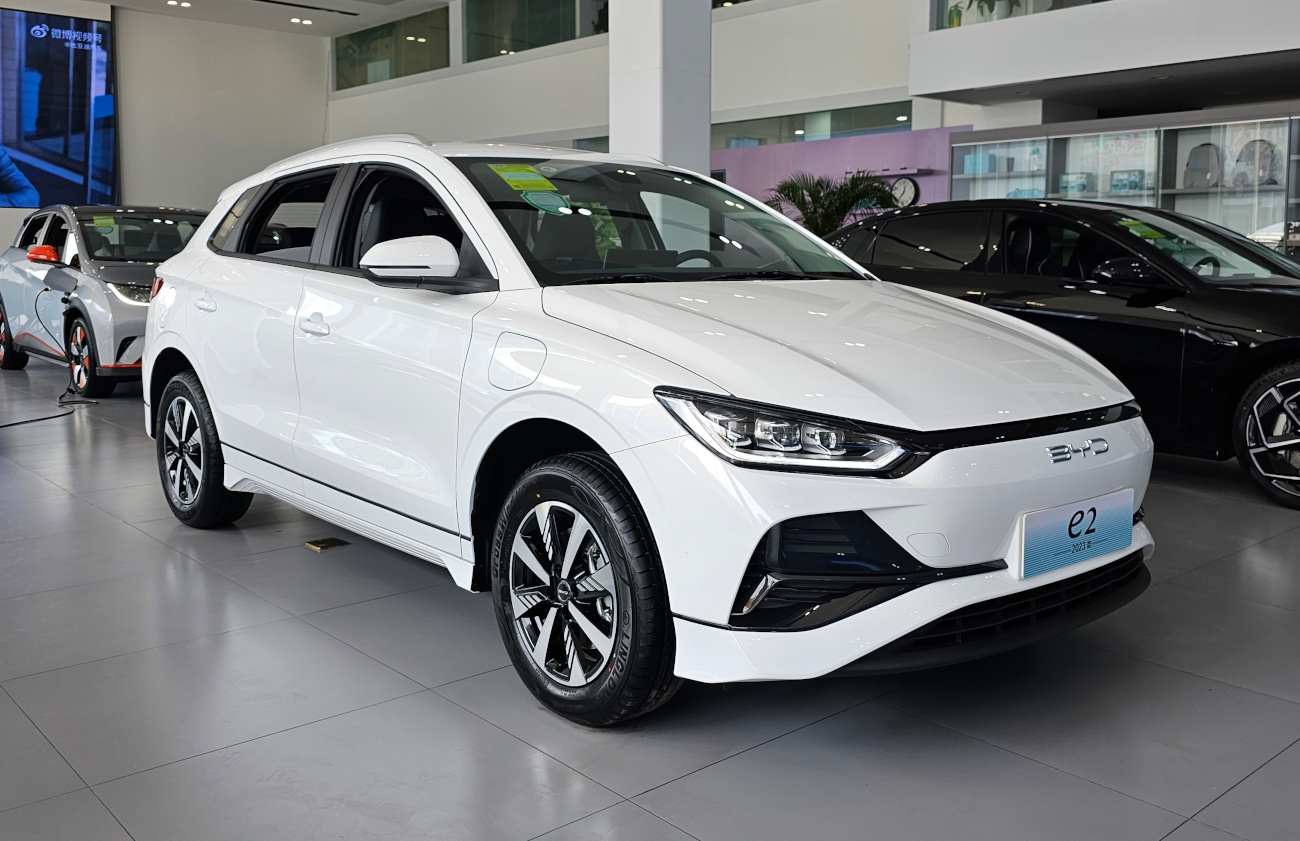
BYD e2 (seit 2023)
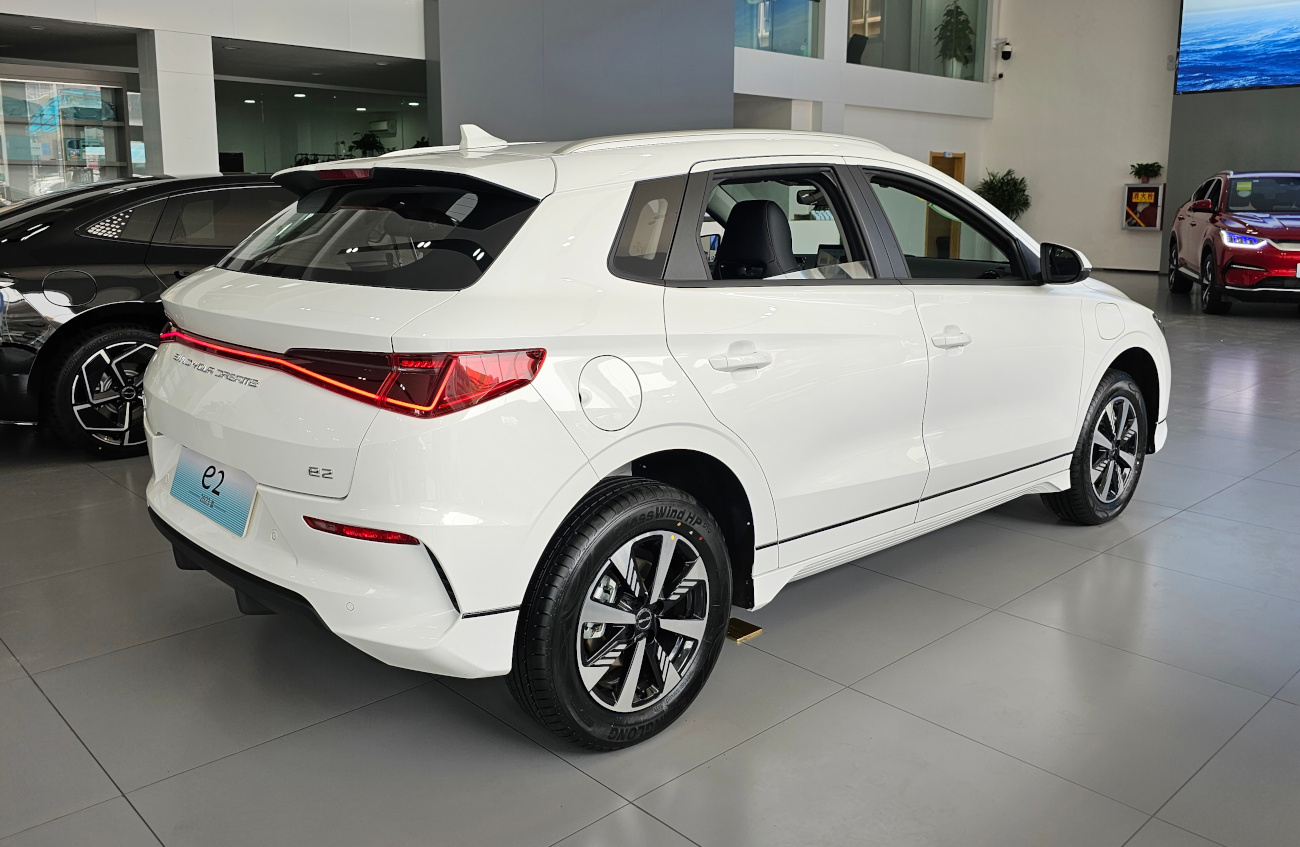
Heckansicht

Der BYD e3 ist eine Limousine auf Basis des e2, die seit Oktober 2019 verkauft wird.

## Technische Daten
Angetrieben wird das Fahrzeug von einem 70 kW (95 PS) starken Elektromotor. Es stehen zwei Batteriegrößen zur Auswahl. Die kleinere hat einen Energieinhalt von 35,2 kWh, die größere von 47,3 kWh. Die Reichweite nach NEFZ wird mit 305 km bzw. 405 km angegeben. Im April 2021 ersetzte ein Lithium-Eisenphosphat-Akkumulator (Blade-Batterie) mit einem Energieinhalt von 43,2 kWh die Lithium-Ionen-Akkumulatoren. Die Reichweite nach NEFZ wird mit bis zu 401 km angegeben. An der Vorderachse kommt eine MacPherson-Radaufhängung und an der Hinterachse eine Verbundlenkerachse zum Einsatz.
|                            | e2                        | e2                                | e2                                | e2                                |
| -------------------------- | ------------------------- | --------------------------------- | --------------------------------- | --------------------------------- |
| Bauzeitraum                | 09/2019–04/2021           | 04/2021–04/2023                   | seit 04/2023                      | 05/2021–04/2023                   |
| Motorkenndaten             |                           |                                   |                                   |                                   |
| Motorart                   | Elektromotor              | Elektromotor                      | Elektromotor                      | Elektromotor                      |
| max. Leistung bei min−1    | 70 kW (95 PS)             | 70 kW (95 PS)                     | 70 kW (95 PS)                     | 100 kW (136 PS)                   |
| max. Drehmoment bei min−1  | 180 Nm                    | 180 Nm                            | 180 Nm                            | 180 Nm                            |
| Kraftübertragung           |                           |                                   |                                   |                                   |
| Antrieb                    | Vorderradantrieb          | Vorderradantrieb                  | Vorderradantrieb                  | Vorderradantrieb                  |
| Getriebe                   | Eingang-Getriebe          | Eingang-Getriebe                  | Eingang-Getriebe                  | Eingang-Getriebe                  |
| Antriebsbatterie           |                           |                                   |                                   |                                   |
| Zellchemie                 | Lithium-Ionen-Akkumulator | Lithium-Eisenphosphat-Akkumulator | Lithium-Eisenphosphat-Akkumulator | Lithium-Eisenphosphat-Akkumulator |
| Energieinhalt              | 35,2 kWh bzw. 47,3 kWh    | 33,2 kWh bzw. 43,2 kWh            | 43,2 kWh                          | 43,2 kWh                          |
| Messwerte                  |                           |                                   |                                   |                                   |
| Höchstgeschwindigkeit      | 130 km/h                  | 130 km/h                          | 130 km/h                          | 130 km/h                          |
| Beschleunigung, 0–100 km/h | 10,7 s                    | k. A.                             | k. A.                             | k. A.                             |
| Reichweite nach NEFZ       | 305 km bzw. 405 km        | 301 km bzw. 401 km                | 405 km                            | 401 km                            |